# Корм акваріумних риб

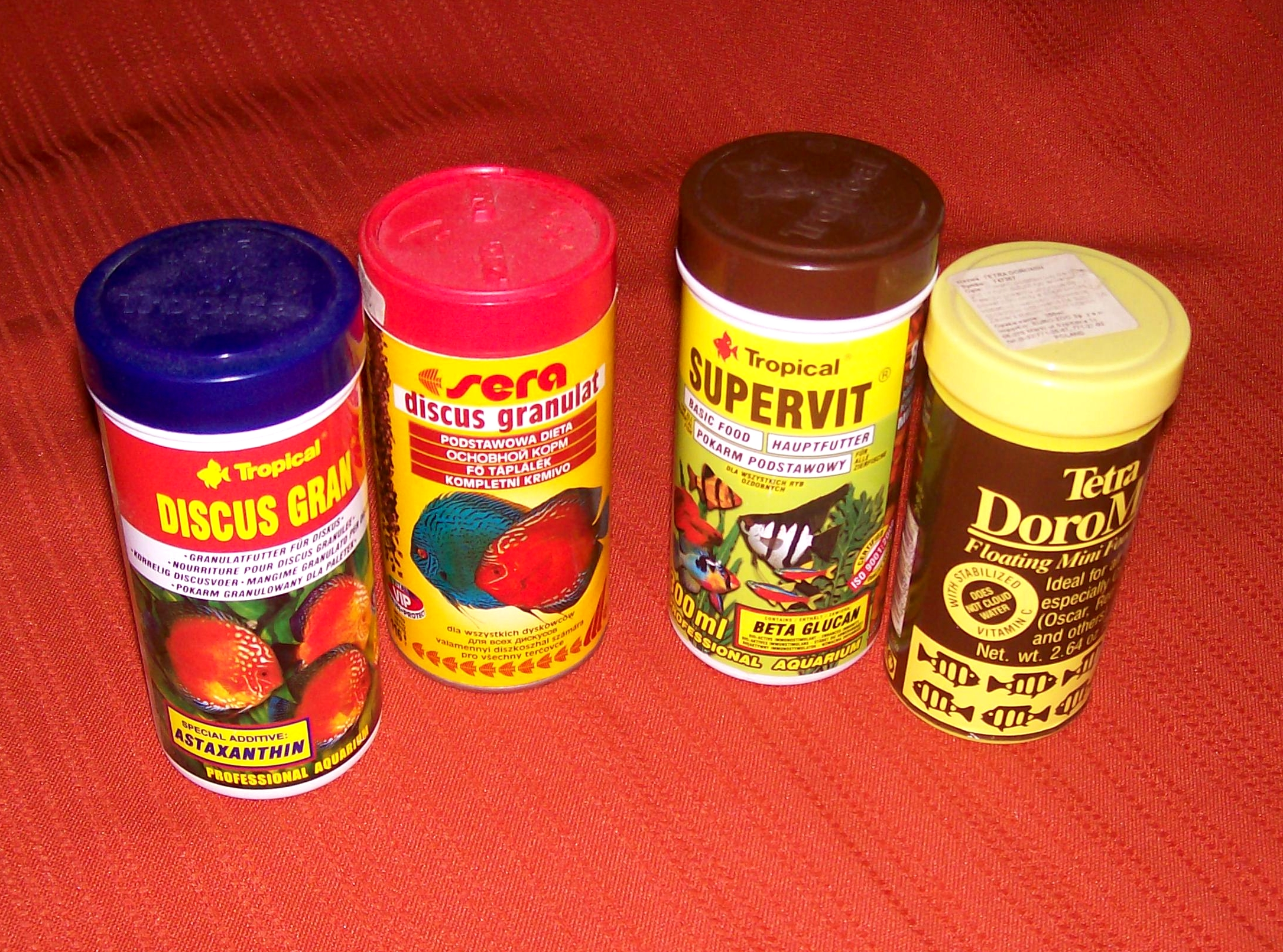
Штучний корм різних виробників

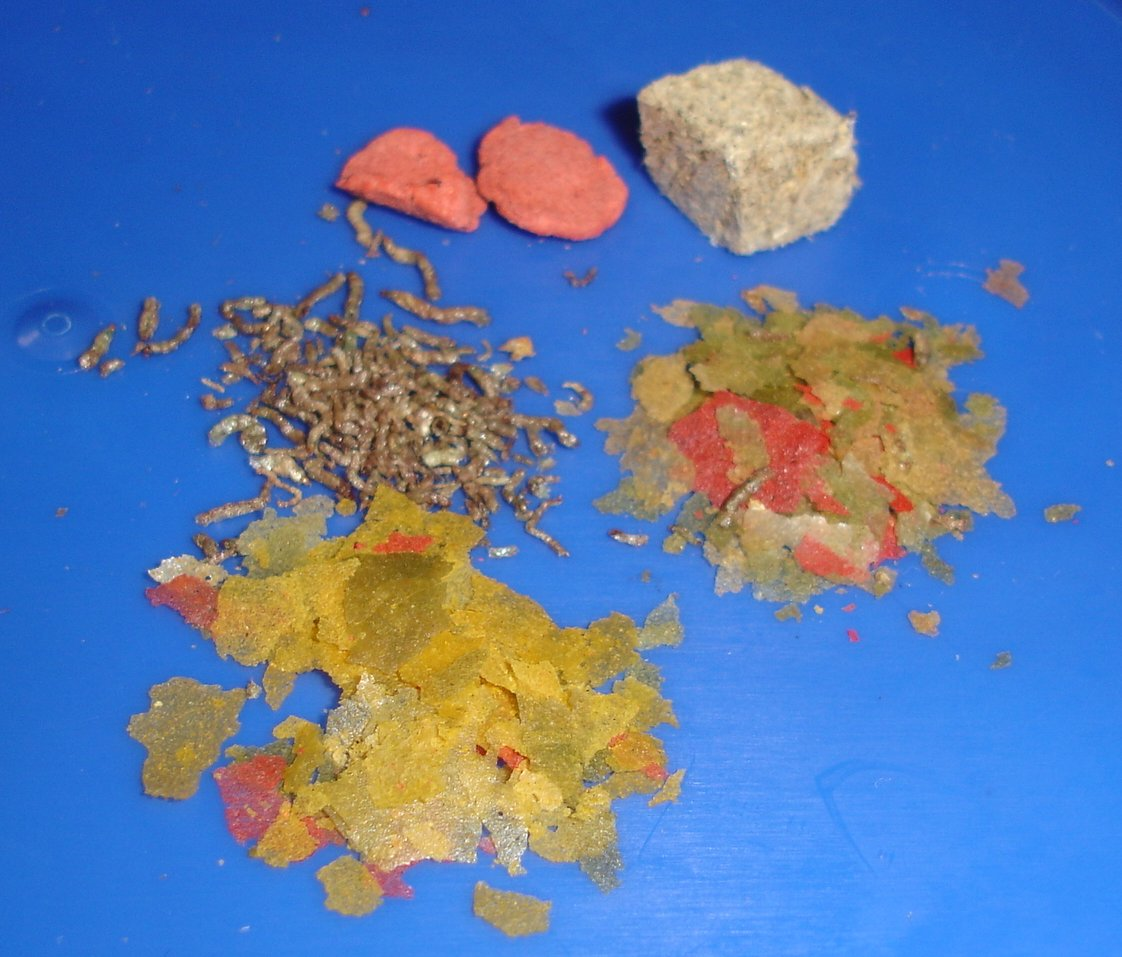
Різні види комбінованих сухих кормів

Корм для акваріумних риб — живі і сухі, тваринні, рослинні та комбіновані організми та продукти, що використовуються в акваріумістиці для годівлі акваріумних риб та безхребетних.

## Годівля акваріумних риб
Всі риби мають хороший апетит, якщо їх утримувати в чистій воді, збагаченій киснем, з оптимальною температурою для даного виду. Ці умови легко підтримувати, якщо риб правильно годувати. В жодному випадку не можна давати в один прийом багато корму. Протягом 15-20 хвилин риба повинна з'їсти запропонований корм. Якщо корм залишився, його потрібно прибрати і при наступній годівлі порцію потрібно зменшити. Корм, який залишився, швидко опускається на дно, гниє і псує воду. Особливо швидко мутніє вода, коли в акваріум потрапляє сухий корм, мертві мотиль, дафнія або циклоп. Тому хробаків і рачків, призначених для згодовування, необхідно давати лише в живому вигляді.
Звичайно, краще годувати риб живим кормом і лише в разі необхідності замінювати його сухим.
Повноцінне, правильне живлення риб — запорука їхнього здоров'я і своєчасного статевого дозрівання. Акваріумні риби, які дістають з кормом усі необхідні організму речовини, успішно протистоять хворобам і несприятливому впливу середовища. І навпаки — риби, які не мають вдосталь якісного корму, згодом стають кволими, при недодержанні правильних умов утримування хворіють.
- Сухий корм може стати причиною алергічних явищ у деяких людей[1]. 3 цього іноді роблять неправильний висновок про те, що акваріуму не місце в квартирі. Причина хвороби — пилоподібні рештки хітину ракоподібних (гамарусів, дафнії)[1].

- Сухий корм не є найкращим для риб. А багато з них взагалі не можуть споживати сухий корм. І крім того, причиною порушення екологічної рівноваги в акваріумах новачків нерідко є саме сухий корм. Іноді лише незначне передозування корму призводить до «посивіння» води, а потім і до загибелі риб. Швидке погіршення кисневого режиму в акваріумі відбувається тому, що бактерії гниття, які розмножились у великій кількості інтенсивно споживають кисень. Отруєні риби від задухи піднімаються до поверхні і, якщо не прийти їм на допомогу, загинуть.

Під час годування риб необхідно керуватись особливостями їх живлення. Основними кормами можна вважати лише живі кормові організми. Вони мають значно вищу поживність, ніж будь-які консервовані або штучні види кормів. Крім того, багато видів риб дуже неохоче споживають нерухливий корм.
- Урізноманітнювати раціон (згодовуючи його рибкам почергово[2]), наприклад золотої рибки, можна провареною манною крупою, дрібно нарізаними дощовими черв'яками, маленькими шматочками добре промитої яловичини тощо. Лорикаріям, анциструсам як додаток до основних кормів дають ошпарені окропом листки шпинату, кульбаби.

Деякі риби не можуть проковтнути великі шматки їжі, тому їм дають протерті шматочки вареної риби, м'ясо антарктичного криля або кальмарів.
- Дорослих риб годують 1-2 рази на добу (а деколи і через добу, в залежності від стану рибок в один і той же час[2].

- Якщо ж в акваріумі багато молодих риб, їх годують двічі на день (слідкуючи за поїданням корму).

- Мальків потрібно годувати так, щоб в акваріумі корм був постійно. У цьому випадку перед кожною годівлею необхідно прибрати акваріум. При годуванні риб в одному й тому самому місці і в один і той же час у них виникає умовний рефлекс.

- Для годування краще використовувати годівниці, які прикріплюють над дрібнолистими рослинами. 3авдяки цьому корм, що падатиме в годівниці, затримуватиметься і риби матимуть змогу брати його в товщі води. Це зручно, якщо в акваріумі утримують риб, які неохоче беруть корм з дна. Тим паче, що, наприклад, трубочник швидко занурюється у ґрунт.

- Живий корм необхідно промивати щодня. Ніколи не слід промивати будь-які корми надто холодною водою. Краще, якщо вода матиме кімнатну температуру. Раптова зміна температури води на 5-10°С призводить до загибелі корму. Найчастіше не низька якість корму не дозволяє витримувати його кілька тижнів, а низька температура води, яку використовують для промивання.

- Якщо існує невпевненість щодо якості корму, краще ним риб не годувати.

## Живий корм для дорослих риб

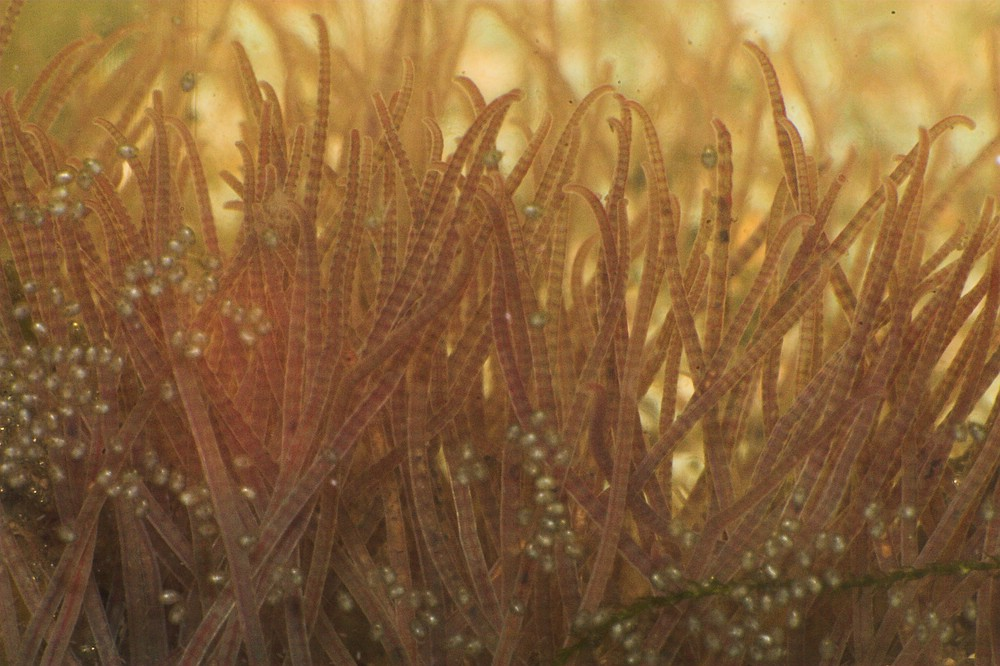
Трубочник звичайний

### Трубочник звичайний
Найчастіше годують риб трубочником звичайним (лат. Tubifex tubifex). Його їдять майже всі акваріумні риби.
Трубочники — це малощетинкові кільчасті черви, які живуть у мулі водойм з високим вмістом органічних речовин (у мулі ставків, у заболочених річкових берегах). Висока концентрація черв'яків у ґрунті є ознакою забрудненості водойми. Висунувши верхню частину тіла з ґрунту, вони весь час роблять коливальні рухи, захоплюючи їжу: бактерій, найпростіших, органічні рештки. У місцях скупчення трубочників дно здається вкритим рухливим червонуватим «мохом».
Трубочники живуть там, де багато гниючих решток, тому слід бути обережним, щоб не отруїти або не заразити риб. Будь-який корм для акваріума краще збирати у водоймах, де немає риб, якомога далі від стічних труб підприємств. Щойно виловлених черв'яків кілька днів не дають рибам, а витримують їх у воді, замінюючи її, щоб вимити шкідливі рештки.

#### Заготівля
Зачерпують трубочників разом з мулом відром на довгій мотузці. Від мулу їх промивають у ситі. Потім ставлять сито над тазом так, щоб вода ледве торкалася нижнього краю сита. Черв'яки поступово переповзуть у воду і зберуться в рухливий волохатий клубок, а сміття залишиться на ситі.
Щойно придбаний корм потрібно ретельно оглянути: з ним до акваріума можуть потрапити планарії або п'явки. Іх потрібно виявляти і відмивати. Відділити живий трубочник від мертвого, а також від бруду можна, вмістивши всю масу черв'яків без води у склянку і залишивши на 20-30 хв. Потім акуратно пінцетом знімають верхню масу корму. Якщо знятий корм не повністю чистий, процедуру повторюють.

#### Згодовування
Годування свіжим, невитриманим у воді трубочником таких риб, як лорикарії, анциструси (особливо молоді), нерідко призводить до їх загибелі. Це трапляється тому, що кишечник свіжого трубочника заповнений мулом, який є причиною отруєння і загибелі риб, вимогливих до якості корму. Витриманий у воді протягом тижня трубочник поступово звільнює свою травну систему від мулу. Після цього його можна давати всім рибам без винятку.
Годування риб тільки цим кормом призводить до їх ожиріння. Багато риб від цього втрачає здатність до розмноження. Особливо це молінезії, крапчасті коридораси та деякі інші риби.
Перед годуванням корм обов'язково промивають від загиблих організмів. Для риб з верхнім (напрямленим угору) та кінцевим (напрямленим уперед) ротом корм дають з годівниці — пінопластової рамочки, на яку натягнута сітка. Донним рибам корм кидають на дно акваріума.

#### Зберігання
Зберігають трубочник у неглибокій широкій посудині на нижній полиці холодильника. Шар його повинен бути не товщий 1-2 сантиметра при незначній кількості води. Якщо води налити більше, як це іноді роблять недосвідчені любителі, черв'яки швидко гинуть. При щоденному ретельному промиванні трубочники залишаються живими кілька тижнів.
При дотриманні правильних умов, цей корм легко зберігати навіть протягом двох місяців. Такого рекордного строку зберігання не може витримати жодний кормовий організм, тому він найбільш популярний. Трубочник калорійніший корм, ніж будь-який інший.
Разом з трубочником можна наловити мотиля — червоних личинок комара дзвінця пухнастовусого. Рідше зустрічаються личинки інших видів комарів. їх також можна згодовувати рибам. Іншими тваринами, які виловлюються разом з трубочником (личинки бабок, п'явки, планарії), годувати риб не слід. Тому щойно виловлений і промитий корм розглядають крізь збільшувальне скло.

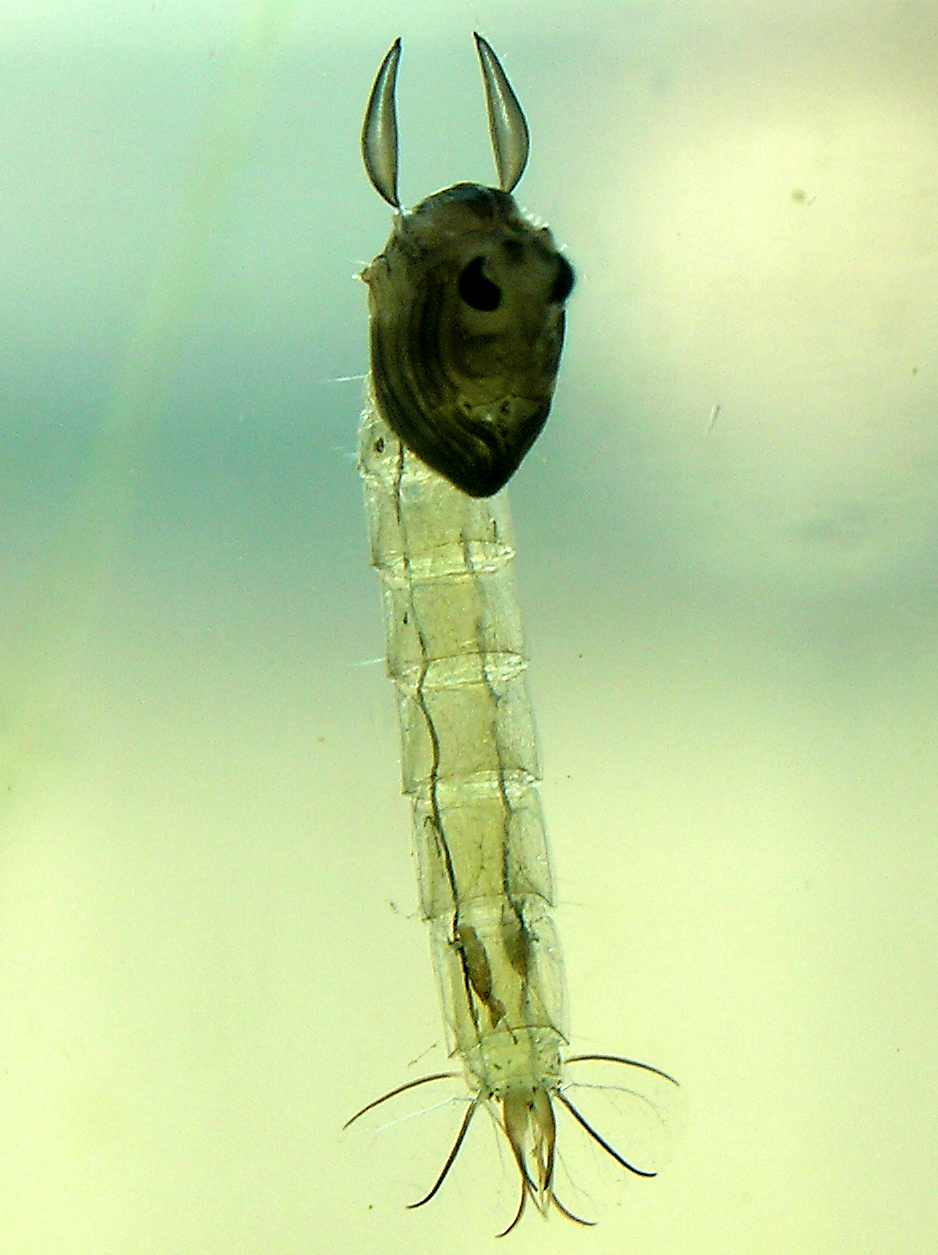
Лялечка комара хаоборуса (коретра)

### Коретра
Коретра — прудка прозора личинка комара хаоборуса (лат. Chaoborus, синонім лат. Corethra).
Живе в середніх шарах води, де веде хижацький спосіб життя, живлячись невеликими ракоподібними, інфузоріями, коловертками. В акваріумах може поїдати мальків. Тому коретрою можна годувати тільки дорослу рибу і лише в тих акваріумах, де немає мальків.

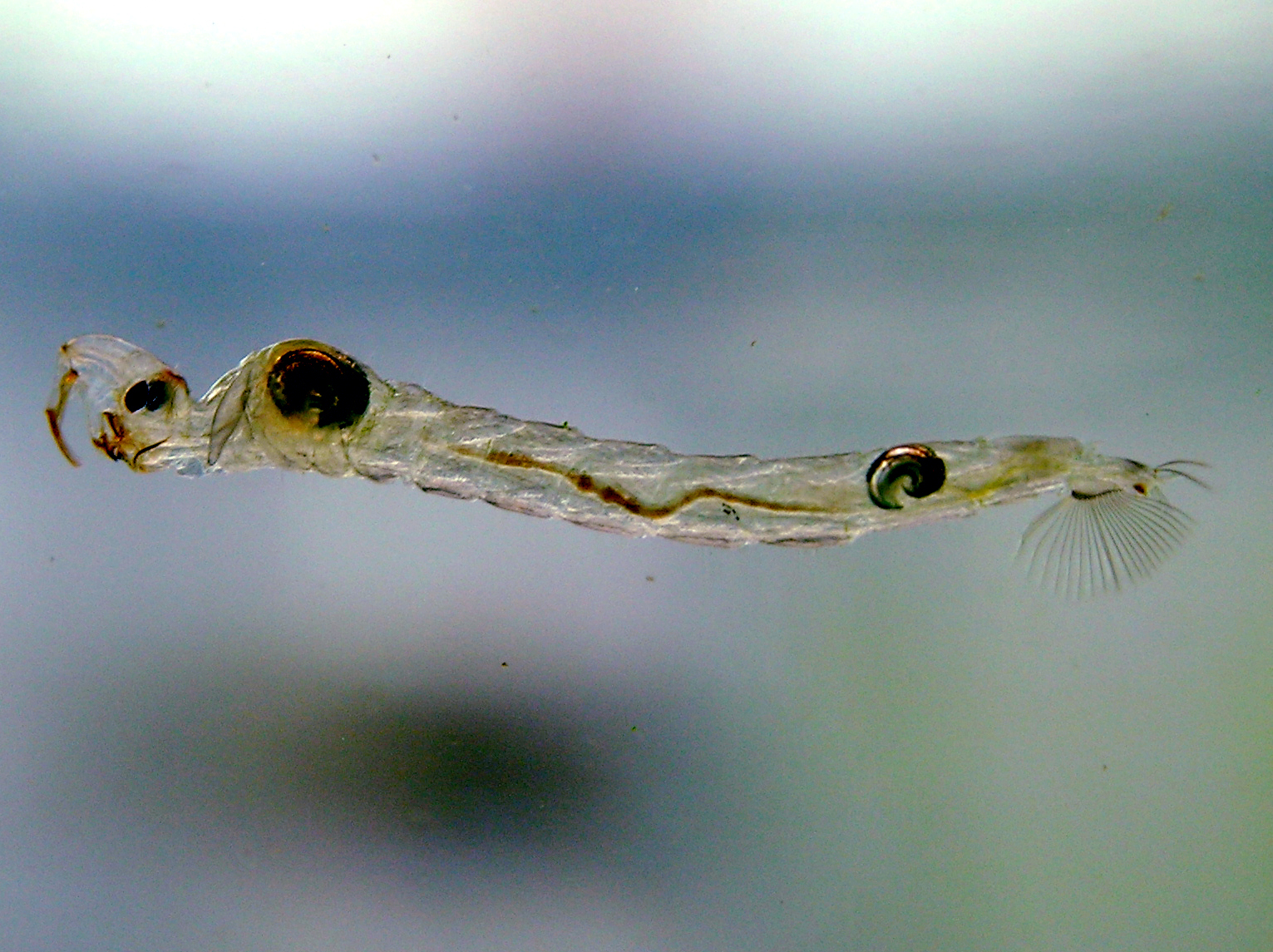
Личинка комара хаоборуса (коретра)

Все своє життя коретра проводить, нерухомо висячи в товщі (на поверхні) води в горизонтальному положенні, іноді хапаючи за допомогою антен і великих зазубрених щелеп (мандибул) впавших на поверхню води дрібних планктонних членистоногих (комах). Плавучість її регулюється 2-ма спеціальними бульбашками (заповненими повітрям розширеннями трахей), які і є, не рахуючи очей, практично єдиною непрозорою частиною тіла.
Коретра — не дуже поживний корм. 3берігається він гірше, ніж мотиль.
Перевага коретри в тому, що вона є вільноплаваючим кормовим організмом, який не ховається в ґрунт. Тому риби не можуть виловити її одразу. Крім того, коретра є ідеальним кормом для риб, які схильні до ожиріння.
Зберігають коретру так само, як і мотиль.

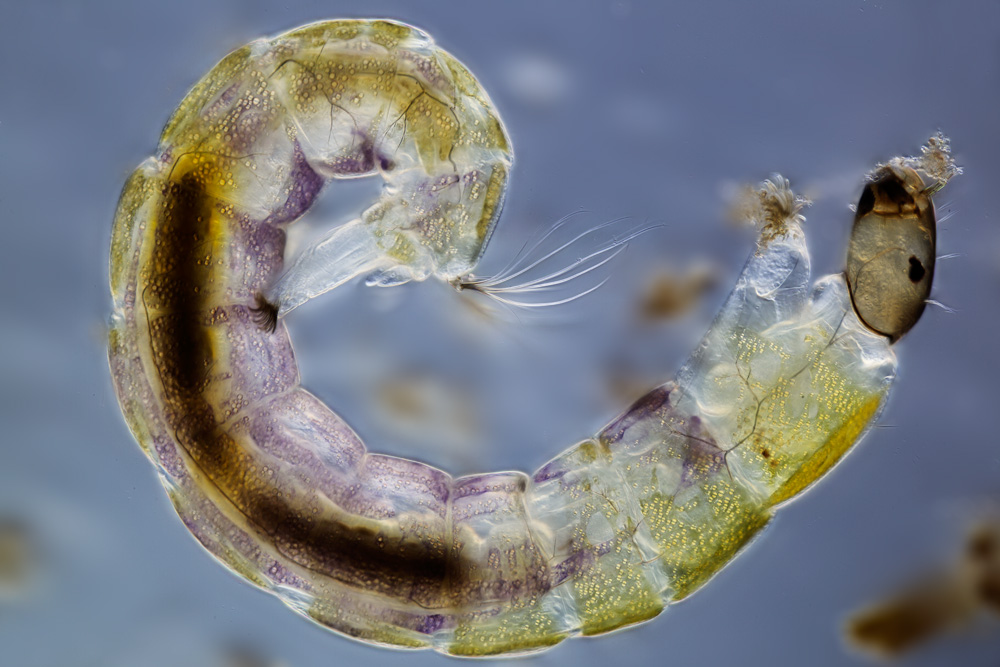
Личинка комара-довгунця (комара-дзвінця)

### Мотиль
Мотиль — це личинка комарів роду лат. Chironomidae, яка являє собою невеликий яскраво-червоний черв'ячок завдовжки 10-12 мм, що мешкає в донному мулі ставків, озер, затоків річок. Живе він там близько року, а потім обертається в лялечку, спливає і перетворюється на комара.
3а вмістом поживних речовин перевершує коретру і трубочник. Особливо цінується мотиль невеликого розміру.

#### Добування
Здобувають мотиль, витягуючи з дна мул зігнутим черпаком, посадженим на жердину, або залізним відром з мотузком. Мул промивають в решеті; мотиля, що сплив, вибирають невеликим черпаком. Розміри отворів в решеті повинні бути такими, щоб мотиль не проходив крізь них.

#### Зберігання
3берігається мотиль досить добре. Найкраще покласти його у сито з дрібними вічками, крізь які не пролізе найменша личинка. Сито ставлять у фотокювету з водою в 1-1,5 сантиметра. Воду замінюють на свіжу один-два рази на день.
Під час тривалого зберігання частина мотиля може зіпсуватись. Годувати рибу таким кормом не можна. Відділити живий мотиль від загиблого можна так: усіх личинок кладуть у сачок з тюлю до кювети, в яку налито тонкий шар свіжої води. Через пів години живий мотиль переповзе в кювету. Загиблий мотиль залишиться у сачку. Або інший спосіб: з дрібної сітки для звичайної скляної банки виготовляють накладну кришку, ввігнуту, наскільки можливо, всередину. Наповнюють банку відстояною водою, накривають сіткою, щоб дно її погрузилось у воду, і висипають на неї мотиля. Через деякий час здорові личинки проникнуть через отвори і опустяться на дно банки.
Один із старих способів збереження мотиля, який описав М. Ф. 3олотницький. Ним користувались акваристи майже сто років тому. Мотиль кладуть у мілку широку посудину разом з ричією або яванським мохом, які вкладаються шаром у 2-3 сантиметри. Потрібно, щоб рослини були увесь час вологими. Посудину накривають зверху склом і ставлять у прохолодне місце. При такому зберіганні мотиль не злежується і довго не псується. Згодовують його разом з рослинами, у яких він зберігається. Після того як личинок з'їдено, мох виловлюють з акваріума сачком і кладуть назад в посудину з мотилем.
Найдовше мотиль зберігається у холодильнику, без води, на мокрій лляній тканині. Шар його повинен бути не товщий 1 см.

#### Згодовування мотиля рибам
Мотиль промивають крізь сита з різною сіткою і згодовують рибам відповідно до їх розміру.
Личинки комарів у тепловодному акваріумі зариваються в ґрунт і швидко гинуть або заляльковуються, а потім перетворюються на комарів, тому не з'їдений корм відразу після годування видаляють з акваріума.

### Інший тваринний корм
Тимчасово живий корм можна замінити нежирною яловичиною, серцем, печінкою, філе морської риби, крихтами яєчного білка, креветками, розпареною і промитою манною крупою. Для великих риб м'ясо ріжуть ножицями на дрібні шматочки, маленьким — на склі лезом ножа зіскрібають окремі волокна. Подрібнене м'ясо промивають.
Кардинали споживають маленькі крихти сухого молока з поверхні води і промиту в холодній воді манку, промиту і розтерту морожену рибу.
Риби-кулі, малавійські цихліди, лабіринтові та деякі інші риби з апетитом поїдають м'ясо молюсків. Можна давати його й іншим рибам, попередньо розбивши черепашку молюска. Годувати риб можна лише акваріумними молюсками, бо молюски з природних водойм є переносниками паразитів.
Риб середніх розмірів можна годувати дрозофілою (звичайною плодовою мухою).
Риб годують двічі на день у той же час і в одному місці акваріума. Вони швидко звикають до режиму й заздалегідь збираються біля годівниці. Корму їм дають стільки, скільки вони з'їдають за 2—5 хв. Від переїдання риби жиріють і перестають розмножуватися. Їжу треба, по можливості, урізноманітнювати.

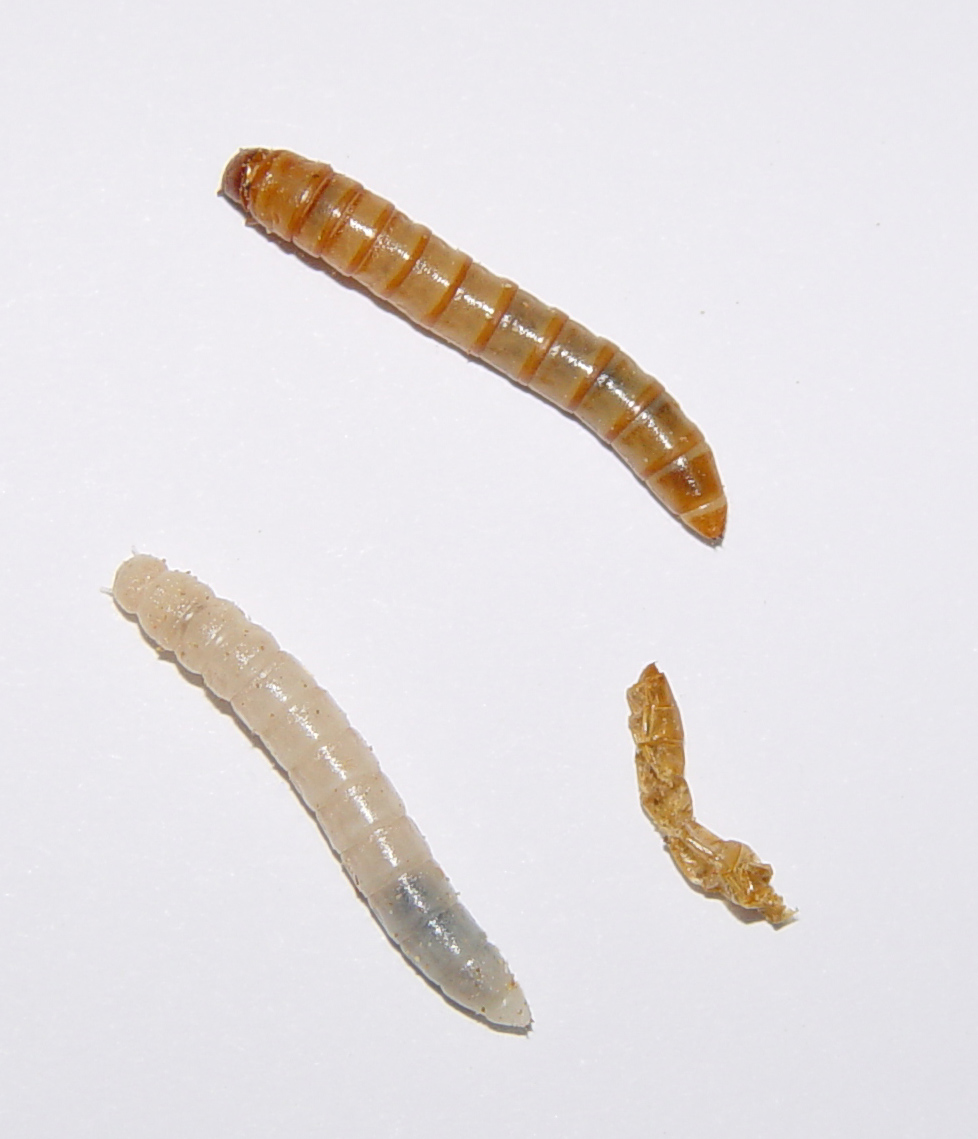
Личинки борошняного хрущака

#### Личинки борошняного хрущака
Як додатковий корм для крупних риб, також використовують борошняних червів — личинок борошняного хруща. Личинки мають жовте забарвлення, рухомі, довжиною 2-3 см. Для їх розведення використовують широку скляну банку, старий порожній акваріум, місткість з гладкими стінками, які щільно закриваються сітками з дрібними ячійками, щоб черви не виповзли. На дно місткості насипають висівок і додають до них декілька кусочків витисненого лимону, кусочків булки, розмоченої в молоці і додають трохи борошна. Місткість зверху накривають мішковиною. Розвиток личинок продовжується 6-8 днів, після чого вони перетворюються в лялечки. З лялечок вилуплюються жуки-хрущі, які харчуються тим самим кормом, що й личинки. Жуків вчасно відбирають і поміщують в іншу місткість, де вони будуть відкладати яйця, з яких після цього будуть виводитись личинки. Улюбленим кормом личинок є яєчний білок. При розведенні личинок треба слідкувати за чистотою, а залишки корму потрібно періодично просіювати через сито.

#### Дощові черв'яки
Великі риби не відмовляються і від дощових черв'яків, їх треба лише промити і порізати. Ними годують золотих рибок, цихлід і ін.. Непорізаними черв'яками слід годувати лише після того, як вони пробудуть протягом доби в порожній банці, щоб опорожнились. Перед згодовуванням їх добре промивають холодною водою. Добувають дощових червів в літню пору. Зберігають, зазвичай, в ящиках з землею з городу. Дощові черви живуть в жирній садовій або городній землі.

## Живий корм для дрібних риб та мальків
Живитися мальки починають відразу після личинкової стадії, коли поживні запаси жовткового мішка вичерпаються повністю.

### Інфузорії
Мальки більшості видів охоче поїдають інфузорій.
Інфузорію туфельку, загальновідому одноклітинну тваринку завдовжки 0,1— 0,3 мм, можна знайти серед рослинних решток. Взявши піпеткою кілька крапель рідини і помістивши їх на скло, під лупою можна відокремити інфузорій від інших тварин. Для цього поряд капають краплю свіжої води і сірником сполучають краплі. Інфузорія швидко перепливе в свіжу воду.
Поживний розчин для інфузорій готують за кількома рецептами. Можна взяти 10 грамів сіна без квіток і прокип'ятити його 15—20 хв в 1 л води. Відвар настояти 3 дні, потім розбавити двома літрами дистильованої води. Інфузорії в таких умовах швидко розмножуються. Банку з відваром закривають марлею, щоб у воду не потрапляв пил, і оберігають від сонячного проміння. Для підживлення бактерій можна додати 1—2 краплі молока раз на 7—10 днів.
Можна приготувати поживний розчин тільки на молоці, без сіна. На 3 л відстояної води додають 1—2 краплі знятого молока. Через 2—3 дні розвиваються молочнокислі бактерії. Культура інфузорій, вигодованих на молочнокислих бактеріях, нестійка, часто гине, на стінках банки з'являється слизистий осад. В такому випадку культуру готують заново. Добре розмножуються інфузорії на сушених і подрібнених листках салату, шкірочках бананів або гарбуза. Збирають інфузорій на світло. Досить яскраво освітити банку з інфузоріями з одного боку, як через 10— 15 хв усі вони перемістяться ближче до джерела світла, звідки їх відсмоктують скляною трубочкою. Мальки деяких риб, наприклад багатьох харациновидних, дуже чутливі до бактерій. Щоб очистити інфузорій від бактерій, їх на день поміщають у банку з чистою водою, інфузорії самі знищать усіх бактерій. Після цього можна підливати воду з інфузоріями малькам або процідити вміст банки крізь фільтрувальний папір і опустити цей папір в акваріум з мальками.

### Коловертки
Годують мальків також коловертками. Коловертки належать до найпримітивніших і найдрібніших червів. Вони повільно перепливають з місця на місце, поїдаючи мікроскопічні водорості в зеленій воді ставків і калюж. Найкраще придбати чисту культуру коловерток і розводити її на сінному настої так само, як інфузорій.

### Живий пил

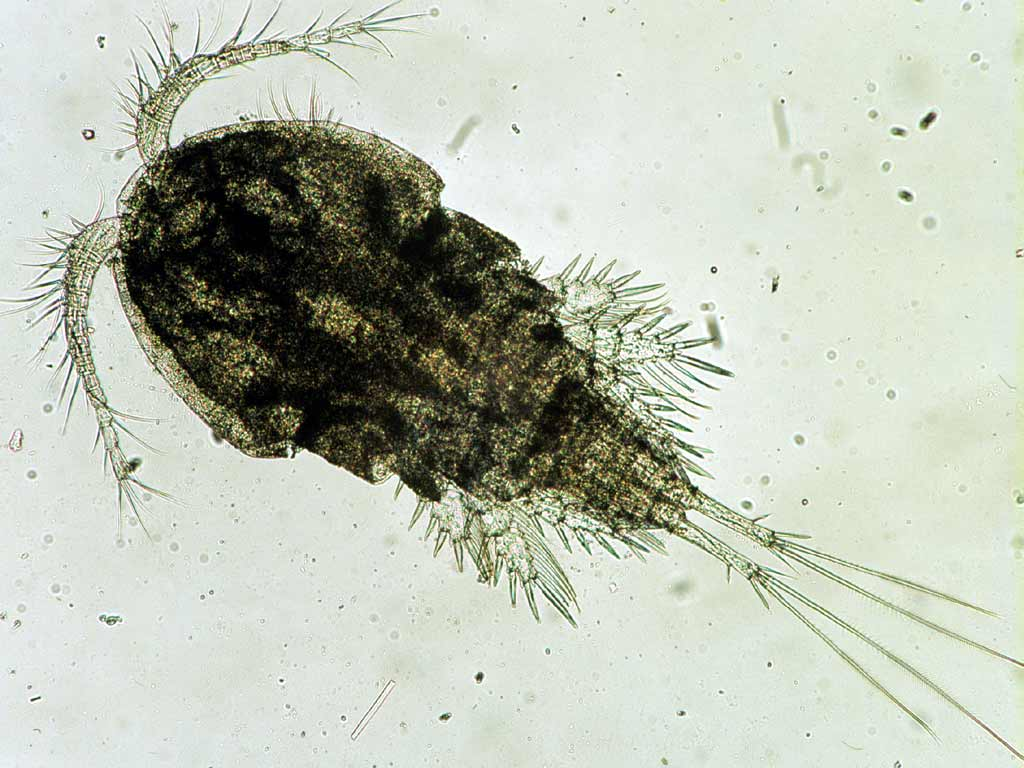
Заморожений Циклоп

У товщі води ставків можна помітити хмари сірих, чорнуватих та червонуватих рухомих крапок — так званий серед акваріумістів «живий пил». Це гіллястовусі (дафнії, церіодафнії, босміни, хідоруси) та веслоногі (циклопи, діаптомуси) рачки, а також наупліуси — найкращий корм для маленьких рибок, які не можуть проковтнути мотиля або трубочника. Ловлять їх сачком, який виготовлений з щільної матерії — технічний капрон, або планктонна тканина. Найкращим «пилом» для годівлі вважається червоний.

#### Діаптоми, циклопи
Діаптоми, циклопи — веслоногі рачки, які зустрічаються в малих і великих водоймах. На різних стадіях розвитку від личинки до дорослої форми, циклопи і діаптоми є чудовим кормом для молоді риб в міру її зростання.
Діаптоми і циклопи — різностатеві організми. Їхні яйця за несприятливих умов можуть досить довго зберігати життєздатність. Вони витримують промерзання, висихання, сонячне опромінення, а також переносяться вітром. Завдяки цьому навесні в калюжах можна зустріти ці кормові організми.
Годують цими рачками мальків або риб невеликих розмірів.
Діаптом — фільтратор, циклоп — хижак. Ці біологічні особливості слід враховувати при вигодовуванні мальків. Тому фільтрація і сортування ракоподібних за допомогою сит перед годівлею має бути обов'язковою. Інакше циклопи можуть винищити найменших за розміром мальків.
Споживати веслоногих рачків мальки майже всіх акваріумних риб починають після вигодовування їх інфузоріями і коловертками. Така черговість у споживанні кормових організмів спостерігається і в природних водоймах. Поживність веслоногих рачків дуже висока. Зберігають веслоногих рачків так само як і дафній.

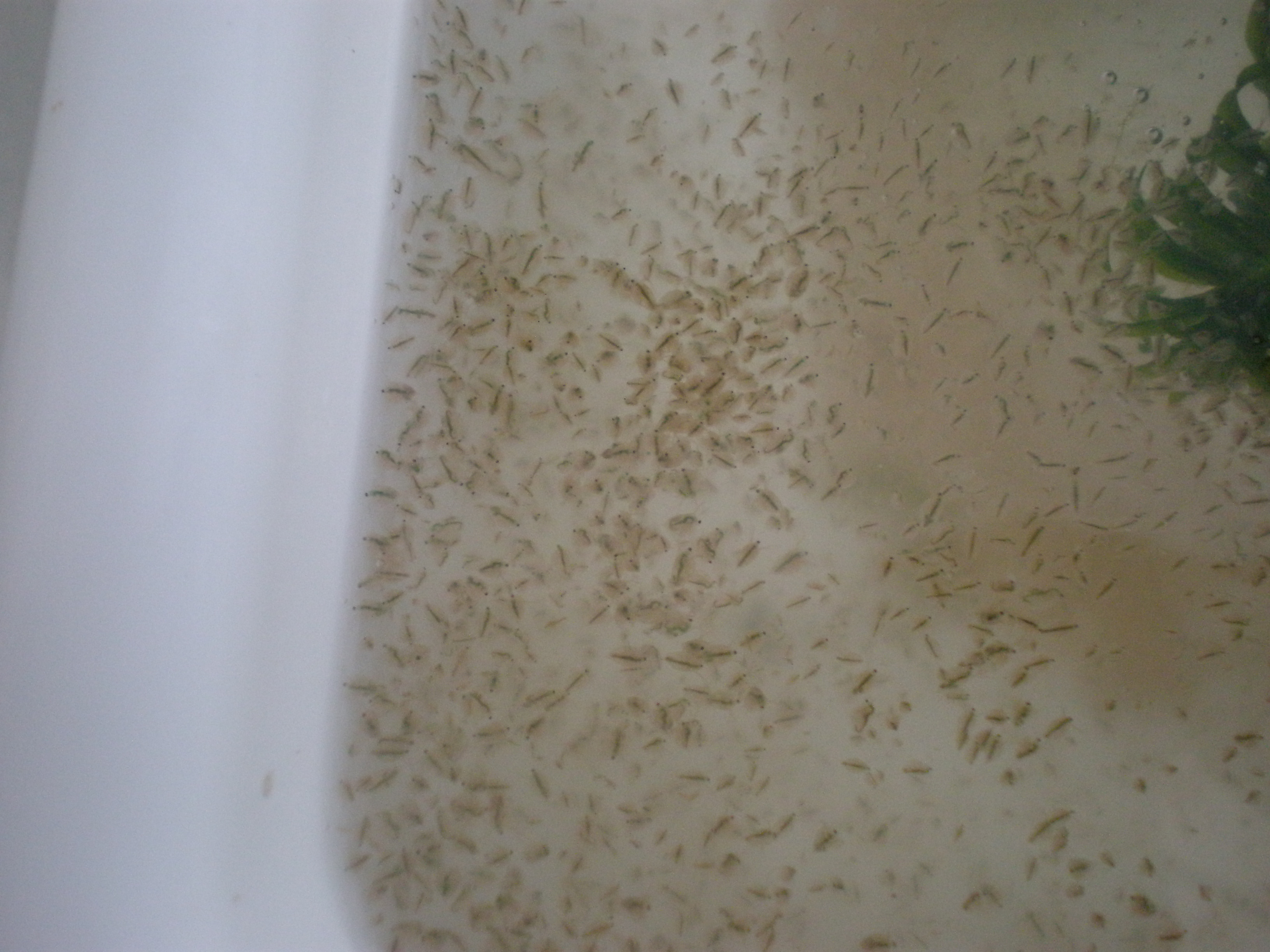
«Живий пил» — Дафнія магна (Daphnia magna) в посудині

#### Дафнії
Дафнії (лат. Daphnia) — гіллястовусі рачки розміром 3-5 міліметрів. Найбільше їх у неглибоких водоймах влітку. Дафнії можуть стати одним з основних кормів для риб.

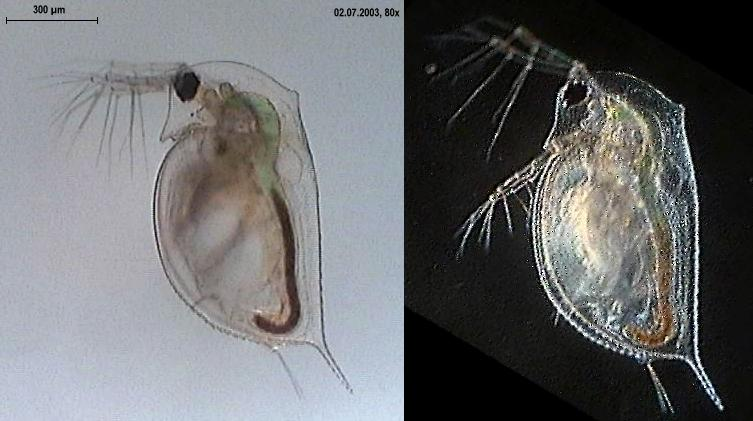
Дафнія

Дафній є кілька видів. Різні види дафній мають різну поживність. Дафнії з шипуватою товстою хітиновою оболонкою неохоче споживаються рибами, а прозорі, гладенькі покриви рачків свідчать про високу якість корму.
Дафнії — високопоживний корм, тому влітку слід якомога частіше годувати риб саме ними. Дафнію з охотою споживають майже всі види акваріумних риб. Крім того, потрапляючи до акваріума рослинного типу, де немає великої кількості риб, рачки сприяють встановленню в ньому біологічної рівноваги, очищенню води, споживаючи у великій кількості різні мікроорганізми, одноклітинні водорості, бактерії, завислі в товщі води фрагменти органічного детриту.
Дафнія може бути індикатором придатності акваріума до засадження рослинами і заселення рибами. Якщо дафнії залишилися в акваріумі живими через добу, це свідчить про сприятливий режим в акваріумі, відсутність у воді отруйних для риб і рослин речовин.

#### Добування і зберігання
Добувають дафній, як і інші вільноплаваючі організми, сачком з легкої тканини з дрібним вічком. Найчастіше вони зустрічаються в заростях рослин, поблизу поверхні, на освітлених ділянках. Зберігають, наливши воду тонким шаром у будь-який плоский посуд. Аерацію здійснюють обов'язково.
На жаль, зберігаються рачки погано. Перевозять їх у банках з водою. Добу-дві зберегти дафній і циклопів можна в холодильнику, часто продуваючи воду повітрям. Для зберігання рачків краще використовувати низькі посудини, наприклад фотокювети.
Для успішного і тривалого зберігання (щоб годувати риб цим якісним кормом і взимку) їх заморожують в кубиках льоду.
Якщо кинути крижинку з дафніями в акваріум, вона буде досить довго плавати на поверхні води. Риби у процесі танення льоду швидко поїдають дафнію, яка опускається на дно. Калорійність мороженого корму досить висока, його поживність і якість майже не змінюються. 3берігати морожених рачків можна більше року. Розморожений корм повинен бути відразу згодований, повторному заморожуванню він не підлягає.

#### Згодовування
Перед згодовуванням необхідно процідити воду через блок різноочкових сит, розділивши тим самим корм на фракції. 3авдяки цьому легко виявити організми, які не повинні потрапити в акваріум. Виливати дафнію разом з водою в акваріум не можна, це призводить до проникнення у нього хвороботворних організмів. Також не можна згодовувати мертвих рачків, вони мають бути відділені і видалені.

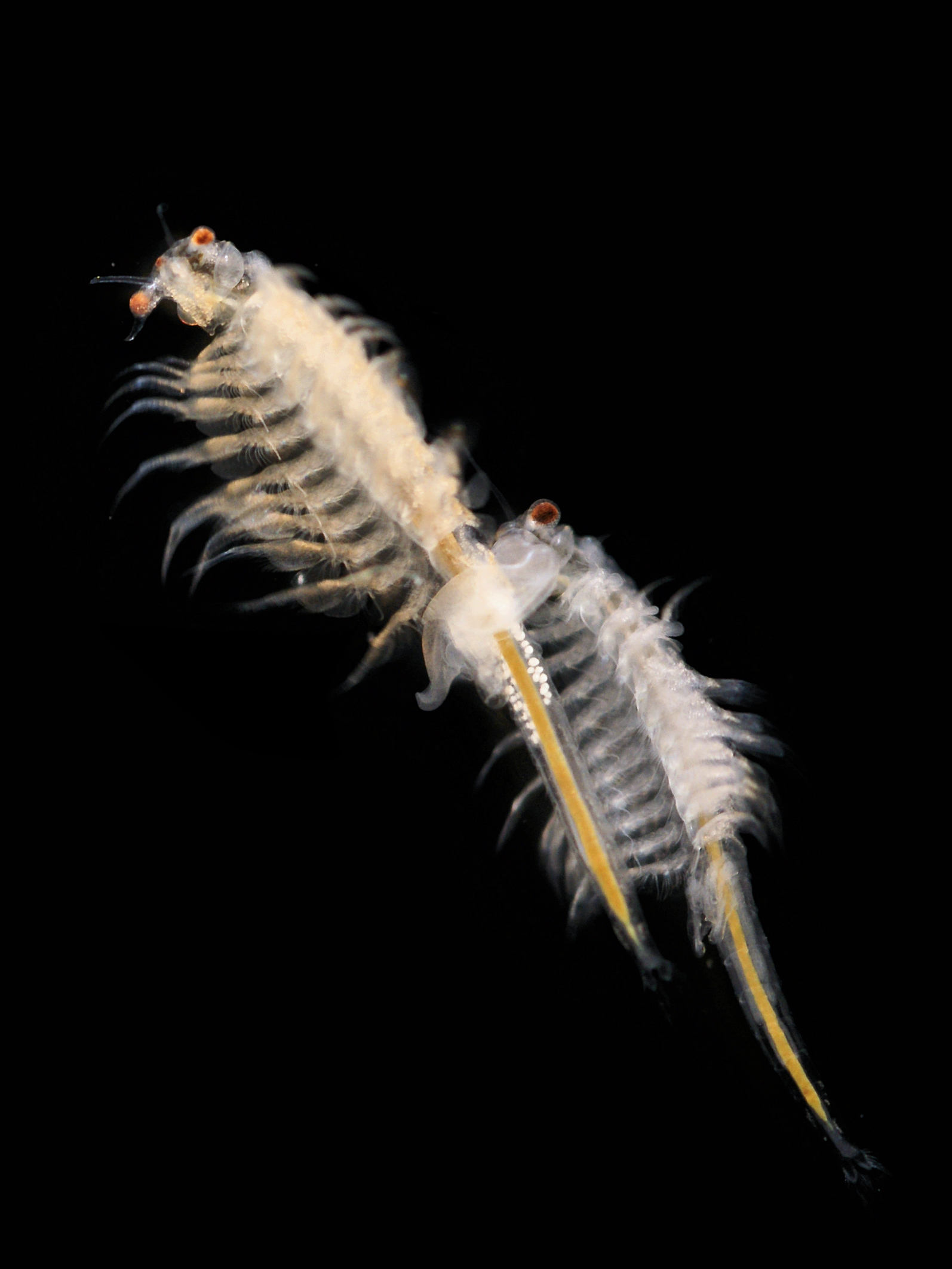
Артемія (Artemia salina)

### Артемія
У теплу пору року в ставках сачком з густої тканини можна наловити «живого пилу». Це найдрібніший прісноводний планктон: личинки рачків (наупліуси), їхні яйця, мікроскопічні водорості, коловертки тощо. Більших за розміром тварин відмивають на ситі. Якщо поява мальків припала на холодну пору року і не можна знайти дрібного корму, то їх можна годувати личинками зяброногого рачка артемії, який у великій кількості населяє солоні озера й лимани (дорослі рачки великі, покриті жорстким панциром і для годування мальків непридатні).
Яйця артемії роками зберігаються в скляних закритих банках у прохолодному сухому місці. Їх можна придбати в зоомагазинах.
Щоб дістати личинок артемії, в 1 л води розчиняють 2 чайні ложки (без верху) солі і всипають туди 1 чайну ложку яєць. Воду продувають, температуру води підтримують таку саму, при якій личинок артемії згодовуватимуть,— так вони довше залишатимуться живими в прісній воді. Личинки з'являються через 48, 36 і 24 години при температурі відповідно 20, 25 і 30 °С. Коли вилупляться личинки, компресор вимикають. Порожні оболонки яєць спливають на поверхню, а червонуваті личинки збираються на дні. Звідти їх відсмоктують шлангом. Вихід личинок з яєць залежить від умов і строку їх зберігання. Перед годуванням мальків личинок артемії відловлюють сачком з густої тканини і обережно промивають.

### Турбатрикси
Підростаючих мальків легко вигодовувати мікрочерв'яками турбатриксами (лат. Turbatrix; рід нематод) завдовжки 1—2 мм.
Розводять їх у плоскій посудині, наповненій сумішшю піску і торфу або моху у співвідношенні 1:2, до якої додають трохи чорнозему й тертої моркви. Суміш заливають водою і варять 10 хв. Охолоджену суміш розбавляють до густоти сметани, на поверхню виливають трохи кефіру і вносять кілька черв'яків. Від моркви черв'яки стають червоними, у них багато вітаміну А. На суміш зверху кладуть кілька дерев'яних брусочків, на яких збиратимуться черв'яки. При розведенні черв'яків на рідкому толокні або торфі з сиром на поживне середовище можна покласти кружечки моркви.
Перед годуванням мальків черв'яків промивають у плоскій посудині, з якої їх зручно вибирати пензликом. Черв'яками в першу чергу годують мальків, які живляться на дні акваріума, наприклад мальків сомів. Якщо мальки живляться в товщі води, вмикають продування — і маленькі черв'ячки, підхоплені течією, піднімаються. Живими в акваріумі вони залишаються майже добу.
Годувати мальків потрібно часто, але маленькими порціями, рівномірно протягом усього періоду їхньої активності. Коли мальки перестають плавати, збиваються в щільні зграї й засинають, світло треба вимкнути або пригасити, зменшити струмінь повітря в розпилювачі. Якщо малькам не давати часу на сон або на деньдва залишити голодними, то частина їх загине, решта погано ростиме. У виростковому акваріумі треба підтримувати бездоганну чистоту. Як правило, ґрунт у такий акваріум не кладуть, щоб зручніше було щодня чистити дно. Кілька кущиків швидкоростучих рослин пускають плавати або саджають у горщики. Без рослин важко підтримувати воду чистою. її постійно продувають і фільтрують. Велика кількість акваріумних риб виводить своє потомство у м'якій воді, а живе в твердій. Тому мальків необхідно поступово привчати до твердішої води, підвищуючи її твердість на 1—2° на тиждень.

### Оцтова нематода
Оцтова нематода (лат. Turbatrix aceti) — корм, який згодовують виключно малькам. Вирощують його при кімнатній температурі у невисоких кюветах, накритих склом. Поживним середовищем для оцтової нематоди є запарене і доведене до консистенції сметани толокно. Щоб нематоди добре розмножувались і продукти життєдіяльності черв'яків не гальмували їх розмноження і розвиток, раз на тиждень вміст кювети на 80 % замінюють.

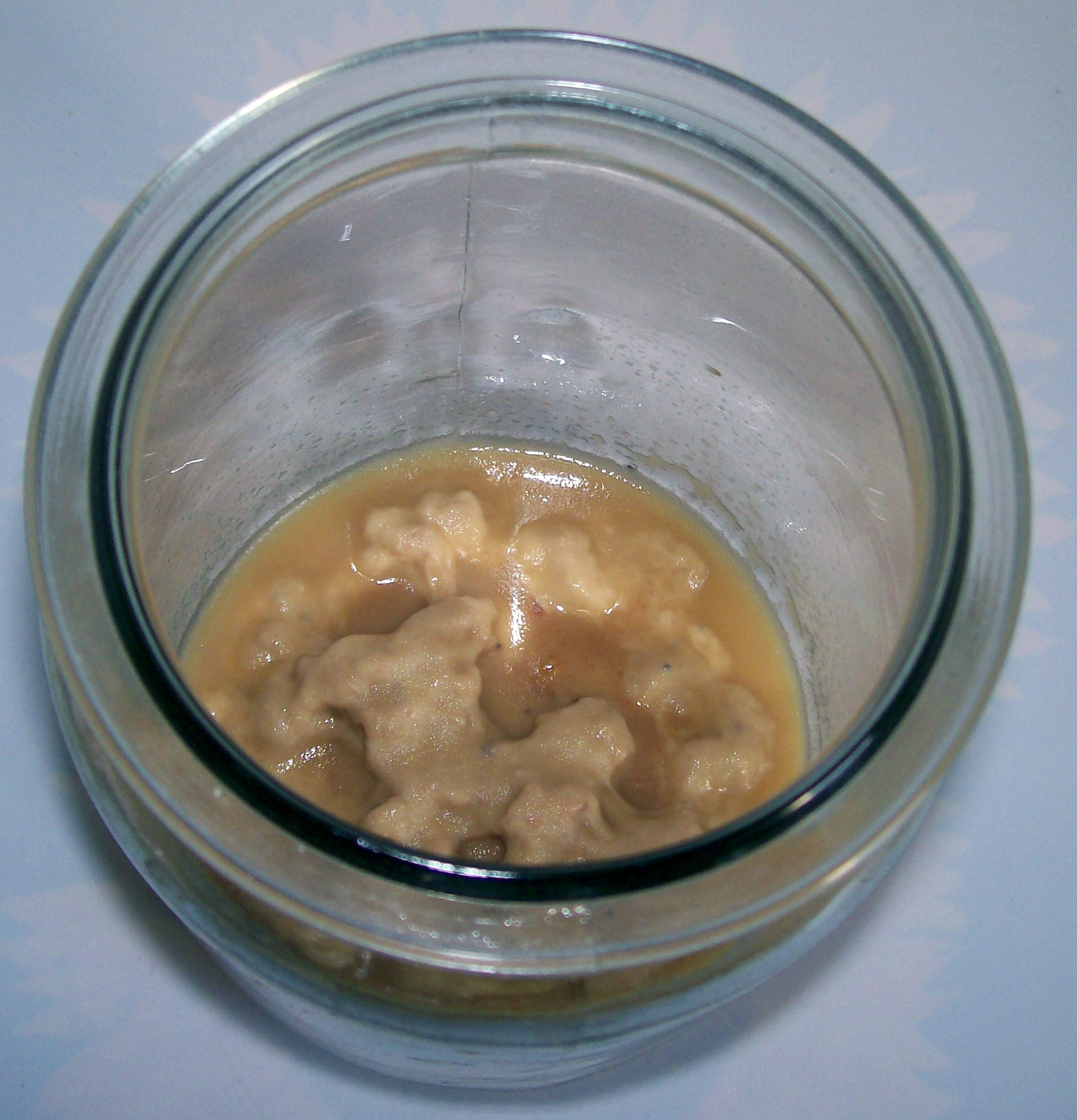
На зображенні — розведення інших мікро- нематод «Panagrellus redivivus» з сімейства «Panagrolaimidae»

До толокна в незначній кількості можна додавати розтерті драже полівітамінів, протерту свіжу моркву, буряк тощо, Ці добавки урізноманітнять поживне середовище для нематод, а цінні поживні речовини, які вони нагромаджують, у зміненому вигляді споживатимуть мальки.

#### Розведення
Щоб розводити цей корм, необхідно взяти кілька грамів толокна з черв'яками і внести його в поживне середовище, охолоджене до кімнатної температури. Достатня для годівлі мальків кількість черв'яків з'явиться через 2-3 доби.
Відділити нематод від середовища, у якому вони живуть, можна різними способами, але найкращий з них такий: кювету з черв'яками, щільно накриту склом, ставлять на теплу поверхню. Це може бути кришка акваріума. Через 15-20 хвилин, коли температура середовища підвищиться до 40°С, велика кількість нематод зконцентрується на склі, яким накрита кювета. Щоб згодовувати їх, скло занурюють у воду. Черв'яки легко відокремлюються від скла, швидко рухаються, повільно опускаються на дно і досить довго залишаються живими. Після годівлі мальків кювету необхідно поставити на постійне місце.
Оцтові нематоди не є шкідливими для людського організму, а також, не є паразитами людини.

### Енхитреї
(лат. Enchytraeus buchholzi; інша назва «гриндаль»)
Час від часу рибам можна давати енхитрей (лат. Enchitreidae) — білувато-жовтих черв'яків 20 мм завдовжки. Постійно годувати енхитреями риб не варто, бо від них риби жиріють.
Розводити енхитрей просто. У невеликий пластмасовий або дерев'яний (не з хвойних порід) ящичок насипають пухкої садової землі (або піщано-торф'яної суміші в пропорції 1:1) шаром 10 см і кладуть підживлення — картопляне пюре, кашу, розмочену в молоці булку, розмочені вівсяні пластівці. Через кілька тижнів з'явиться безліч енхитрей. Ґрунт повинен бути вологим, але не мокрим. Ящичок треба накрити склом. Температура — 16…20 °С.
В подальшому, кормом енхітрей можуть бути розмочені вівсяні пластівці, змочений в молоці хліб з добавкою варених овочів, макаронні вироби. Втім, і всякі кухонні відходи також можуть служити кормом цього черв'яка. Місце, де знаходиться корм, накривають склом, а ящик — дерев'яною кришкою. Нез'їдені залишки корму потрібно періодично видаляти, новий корм черв'яками дають через 3-4 дні. Через чотири тижні можна брати скупчених під склом черв'яків для годування риб. Через деякий час інтенсивність розмноження хробака знижується, що пов'язано з накопиченням метаболітів в піщано-торф'яній суміші, і тому її потрібно повністю замінити.
Енхитреї не є повноцінним кормом, тому постійно годувати ними риб не рекомендується. Велика кількість жирів і нестача вітамінів змушують використовувати енхитреі як корм допоміжний. Недолік вітамінів можна заповнити, якщо в корм для хробаків додавати декілька крапель тривітаміна (A, D, Е) або збагачений вітамінами риб'ячий жир.
Перед годуванням риб, черв'яків промивають водою.

### Аулофорус
Аулофорус або Водяна змійка — прісноводні малощетинкові черви з родини Naididae. Дорослий черв'як має довжину 15-20 мм, товщину 0.2-0.3 мм. Проживає в замулених водоймах, при нестачі кисню піднімається до поверхні, рухаючись коливанням тіла (за що отримав назву Водяна змійка).
Для розведення у плоску ємність з великою поверхнею і глибиною води 5-10 см поміщаються плаваючі на поверхні «годівниці» — сітчасті садки з нарізаним скибочками кормом для хробаків (крупа «Геркулес», овочі і трава, що не закисають — морква, диня, кабачок, кропива тощо). Жорсткі овочі та траву попередньо заморожують, ПОТІМ обдають окропом. Бажано перемішування води (аерація), для кращого виходу потрібні максимально часті підміни води або протока. В умовах слабкої протоки з ємності 20-25 л можна отримувати приріст біомаси до 300 г/добу.

### Інші корми мальків
Мальків макроподів годують крутим яєчним жовтком. Маленький кусочок жовтка розтирається в ложці води, взятої з акваріума. Для вигодовування мальків можна використовувати яєчний порошок. Ним можна вигодувати мальків даніо чи барбусів, але він вважається поганим кормом бо псує воду.
Золотих рибок підгодовують морепродуктами, білим хлібом, роблять кульки з хліба і м'ясного фаршу.

## Сухий корм
Сухий корм — це засушені або піддані температурній обробці дрібні рачки, личинки комах та інше.
Дослідженнями встановлено, що у багатьох видів риб у травному тракті протягом перших днів після вилуплення (у перші дні постембріогенезу) активність кількох ферментів (найчастіше це стосується трипсину) дуже низька. На ранніх стадіях онтогенезу у певних видів личинок (наприклад, коропа) може не вистачати ферментів для перетравлення штучних кормів, що викликає низьку виживаність і ріст риб. Імовірно, що на такому етапі розвитку, коли ще не сформувались відповідні системи, які забезпечують синтез ферментів, молодь риб отримує потрібні ферменти разом із живим кормом, які і беруть участь у перетравленні їжі.

### Сушена дафнія, циклопи
Висушена на сонці дафнія зберігається довго, але більшість вітамінів такий корм втрачає. Якщо годувати риб лише сушеною дафнією, то вони повільно розвиваються, часто не набувають забарвлення дорослих риб. Від постійного годування сушеною дафнією в риб може статися розлад травної системи. При цьому екскременти тягнуться довгими нитками, в них багато слизу і крові, риби виснажуються, хворіють.

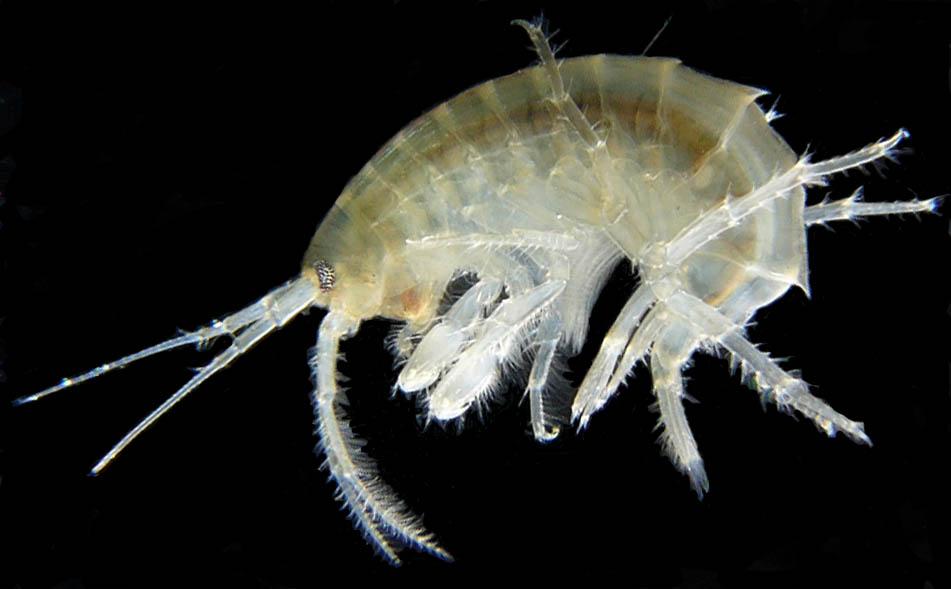
Gammarus roeseli

### Гамарус
Гамарус популярний корм для годування середньої і крупної риби, а так само як хороший баластний корм, що сприяє очищенню травної системи у риб. Вважається за один з найкращих кормів, завдяки своїй високій поживній цінності і великому змісту каротину. Аналіз показує, що в 12,8 % сухої ваги гамаруса містить білка 56,2 %, жирів 5,8 %, вуглеводів 3,2 %.
Із задоволенням поїдаєтся водними видами черепах.
Гамарус популярний і незамінний у використанні як корм на рибозаводах, і широко застосовується при вирощуванні форелі, осетрових, коропових і інших цінних видів риб.
У живому вигляді він може бути переносником рибних паразитів, тому при використанні для годування риб гамарус знезаражують озонуванням і заморожуванням.

### Спеціалізовані штучні корми. Комбінований корм
До комбінованих кормів відносять різні кормові суміші. Такі суміші в своєму складі можуть включати м'ясну, рибну суху стружку (рибне борошно), висушений плавлений сир, сухе молоко, вітаміни та ін., сушену дафнію, борошно з висушених черв'яків, комах, гідробіонтів і злаків, соєвий шрот, харчовий агар, кормові дріжджі, кров (харчовий альбумін), ліки в профілактичних дозах.
При виробництві продукції обов'язковими компонентами в рецептурі є екструдовані кукурудза, пшениця, горох, ріпак, соя, ячмінь, овес, тощо, що обумовлено особливостями фізіології травлення молодняка, складністю структури зерна і його хімічного складу, технологічними особливостями виробництва кормів.
У тому вигляді, у якому білки, жири й вуглеводи перебувають в окремих кормових засобах, вони не можуть вільно проходити через стінки травного каналу й всмоктуватись у кров. Тому ці складні біополімери повинні попередньо бути розщеплені на більш прості з'єднання. Лише згодом, ці прості з'єднання у печінці й інших органах переводяться у більш складні, з яких будується тіло риби й ін., при цьому частина складних речовин, що утворилася, звільняється у вигляді енергії, яка витрачається на фізіологічні процеси і на рухову здатність риби.
Загальною проблемою, яка виникає при виготовленні та застосуванні гранульованих кормів, є їх недостатня вологостійкість і помітна втрата (до 40 %) їхньої загальної маси та цінних поживних речовин за умов довготривалого зберігання, що призводить до зменшення поживної цінності харчового продукту.
Зберігають комбіновані корми в холодильнику в банках з притертими пробками.
Оскільки кормові суміші виготовляють з багатьох інгредієнтів рослинного і тваринного походження, які досить швидко розчиняються у воді, це певною мірою обмежує їх споживання та засвоєння личинками риб; такі корми швидко псуються, забруднюючи водне середовище продуктами розкладу.

## Рослинний корм
Рибам, які потребують рослинної їжі, згодовують м'які водяні рослини — елодею, наяс, ряску. Охоче вони поїдають салат і молоду кропиву. Листя цих рослин обливають окропом, чіпляють до них тягарець і опускають в акваріум. До рослинних кормів також відносять чорний хліб, терті білі сухарі, манну крупу (ошпарену і промиту після цього), ошпарені і подріблені молоді пагони кульбаби і подорожника.
Анциструси залюбки поїдають ошпарені окропом або морожені листки салату, шпинату, кульбаби. Золотих рибок годують промитою вареною манною крупою і вівсяною кашею, ряскою, дають салат і кропиву, інакше рибки почнуть об'їдати акваріумні рослини.